# Säynätsalo (île)
Pour les articles homonymes, voir Säynätsalo.
Säynätsalo  est une île du lac Päijänne à Jyväskylä en Finlande,,.

## Présentation
L'île fait 1,7 kilomètre de long, 1,5 kilomètre de large et sa superficie est de 1,41 km2.
L'ile est la composante majeure du quartier Säynätsalo de Jyväskylä.

## Galerie

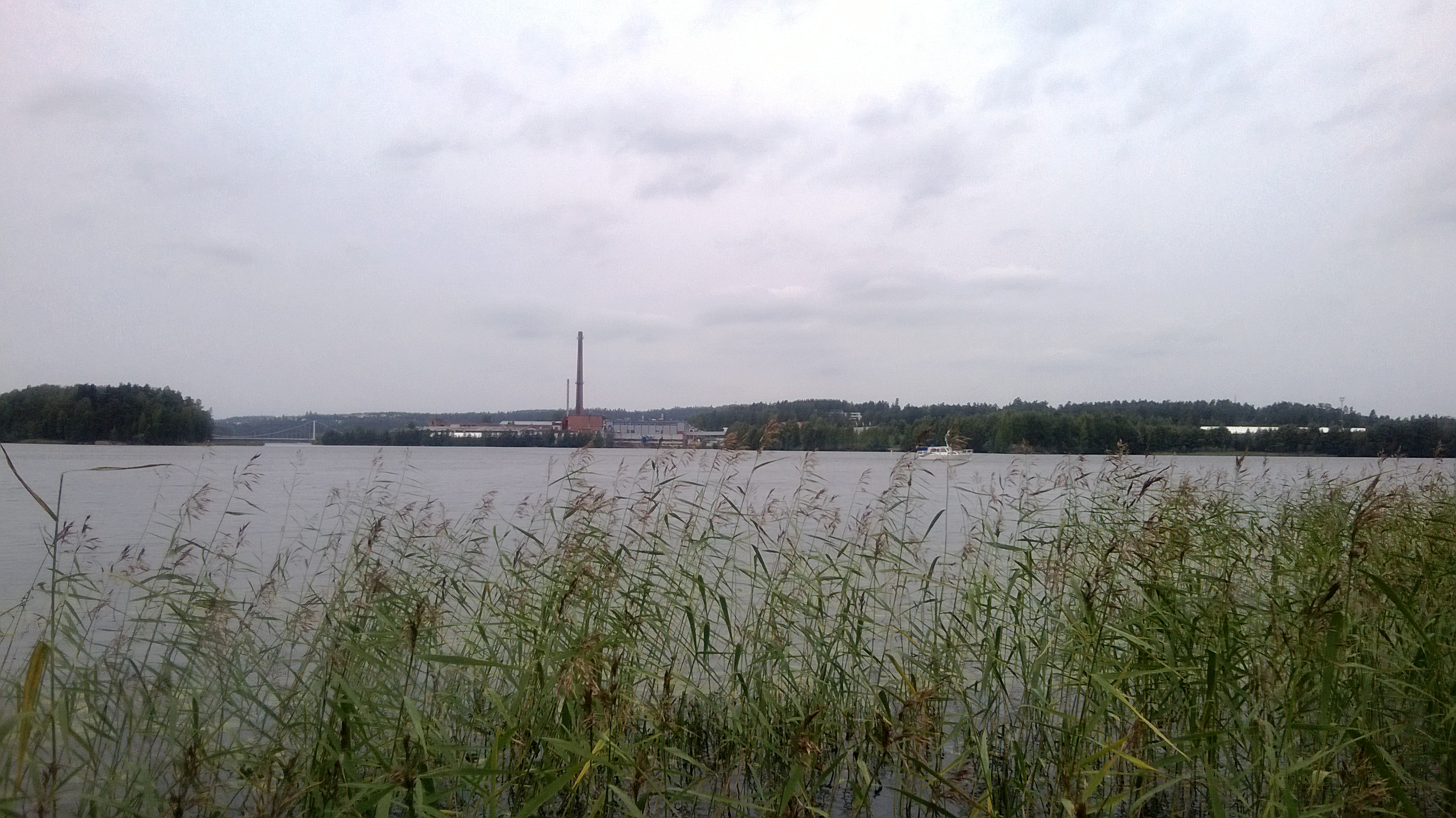
Säynätsalo vue d'Haika.
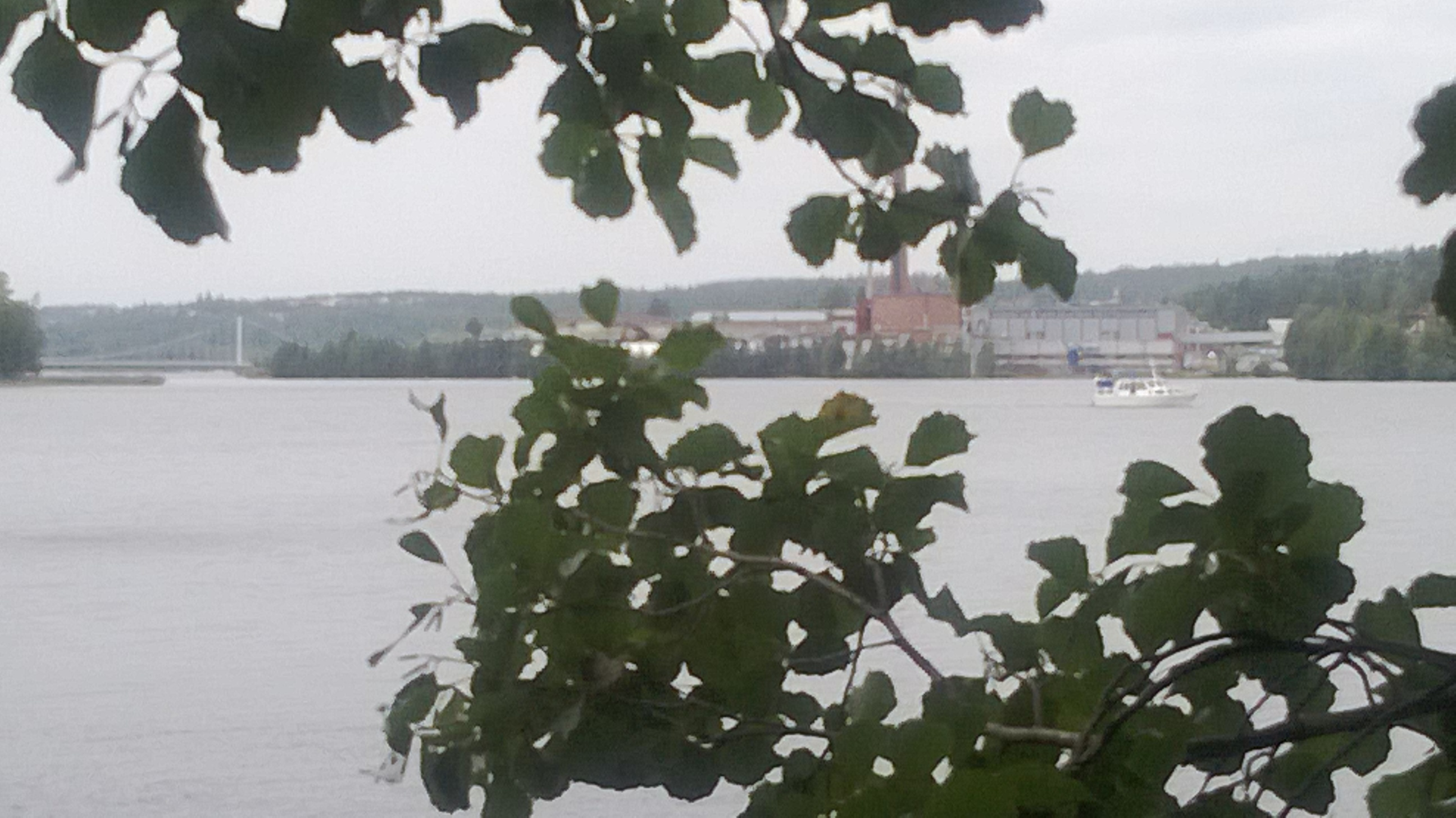